# (3362) Khoufou
(3362) Khoufou, désignation internationale (3362) Khufu, est un astéroïde Aton (géocroiseur). Il fut découvert par Roy Scott Dunbar et Maria A. Barucci à l'observatoire Palomar le 30 août 1984. Sa désignation était 1984 QA. Il est nommé d'après Khoufou, un pharaon de l'Égypte antique.
Khoufou traverse les orbites de Mars, de la Terre et de Vénus et se rapproche également fortement de Mercure. De 1900 à 2100 il s'est approché ou s'approchera à moins de 30 millions de kilomètres (0,2 unité astronomique) de Mercure 26 fois, de Vénus 27 fois, de la Terre 20 fois et de Mars 11 fois.